# Chilotrogus himachali
Chilotrogus himachali är en skalbaggsart som beskrevs av Mittal 1988. Chilotrogus himachali ingår i släktet Chilotrogus och familjen Melolonthidae. Inga underarter finns listade i Catalogue of Life.